# Hantscharouka

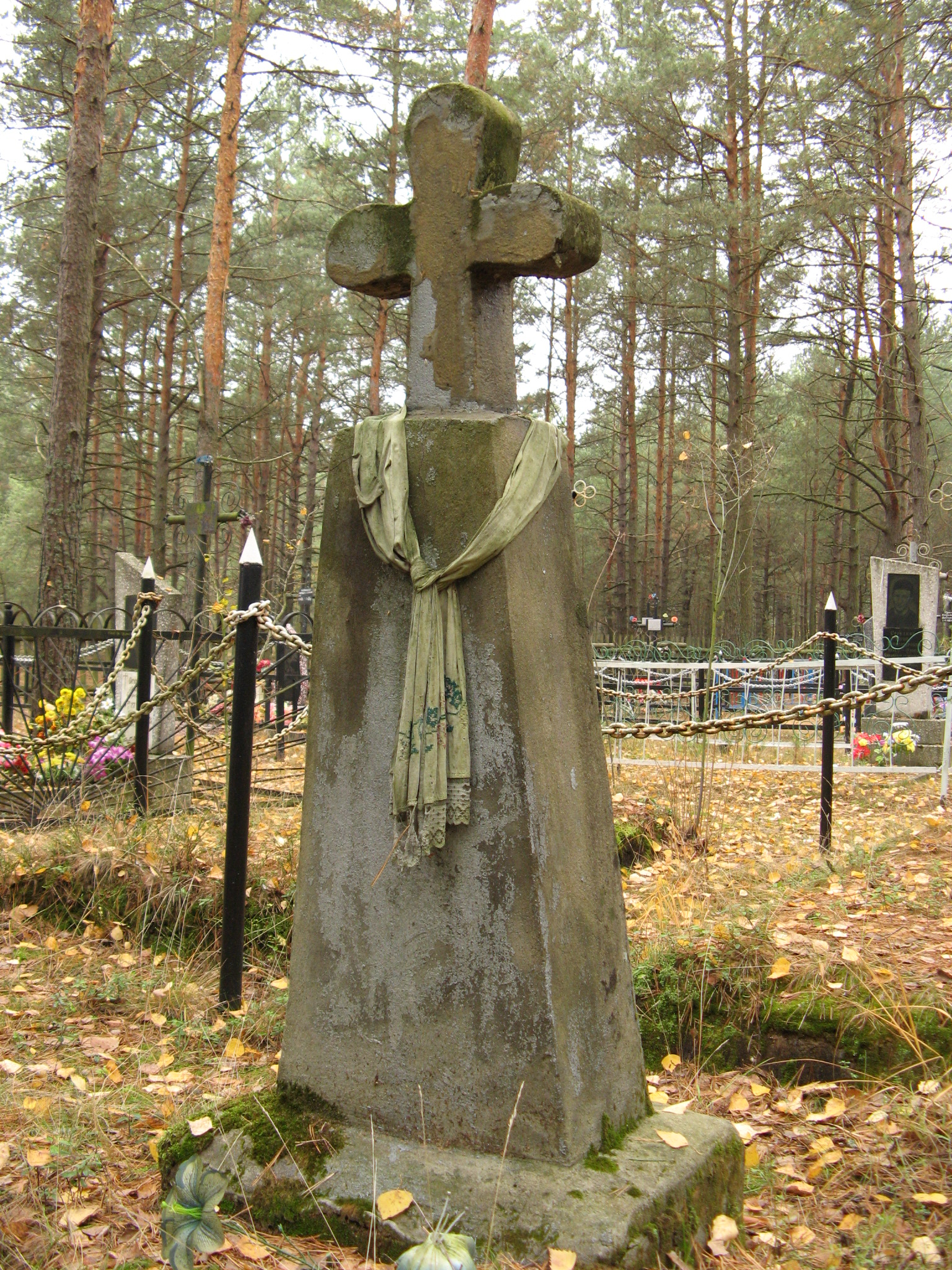
Ein Kreuz am Friedhof

Hantscharouka, belarussisch Ганчароўка Hančaroŭka, ist ein Dorf in Belarus mit 61 Einwohnern (Stand: 1. Januar 2008) in der Mahiljouskaja Woblasz im Rajon Babrujsk.

## Geschichte
Das Dorf wurde 1925 gegründet. 1934 wurde die Kolchose "Staliner Gewinn" gegründet. 1941–1944 okkupierten deutsche Truppen das Dorf. 1967 wurde das Dorf Nowaja Dzjareunja Teil von Hantscharouka.